# Eurysternus martinsi
Eurysternus martinsi là một loài bọ cánh cứng trong họ Bọ hung (Scarabaeidae).